# Хофманн-Цейц, Людвиг фон
Людвиг фон Хофманн-Цейц (нем. Ludwig von Hofmann-Zeitz; 11 ноября 1832, Цайц — 28 сентября 1895, Гейдельберг) — немецкий художник, иллюстратор.

## Биография
С 1847 года обучался в Лейпцигской художественной академии у Густава Йегера. В 1862 году отправился в Мюнхен и стал учеником Морица фон Швинда.
В основном, занимался жанровой живописью, но работал и книжным иллюстратором, в том числе создал восемь листов для эпической поэмы «Германа и Доротеи» Гёте. По поручению баварского короля Людвига II выполнил роспись потолка для дворца Линдерхоф.
С 1887 года работал куратором Гессенской Великогерцогской галереи в Дармштадте.

## Галерея

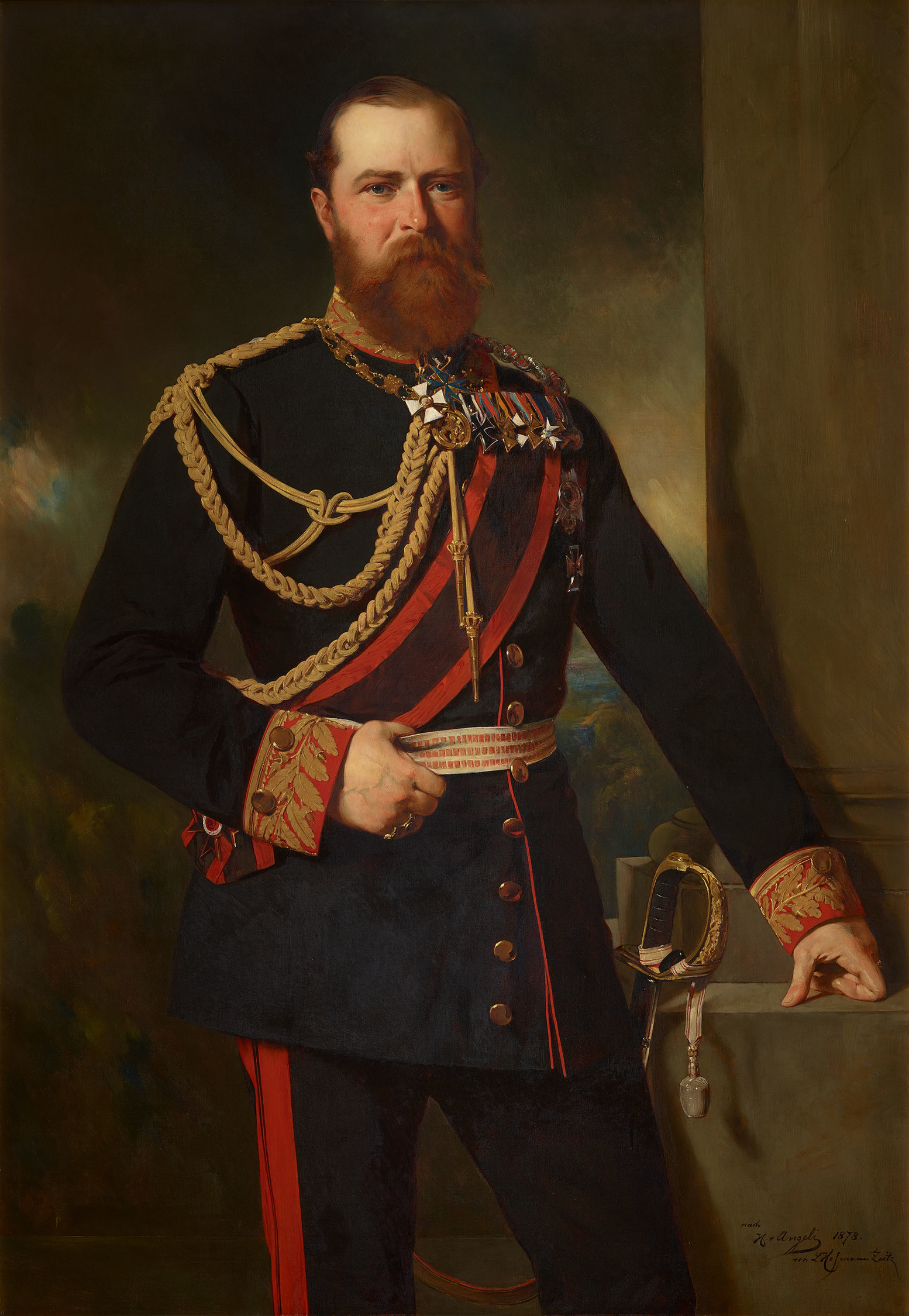
Портрет Людовика IV, великого герцога Гессенского
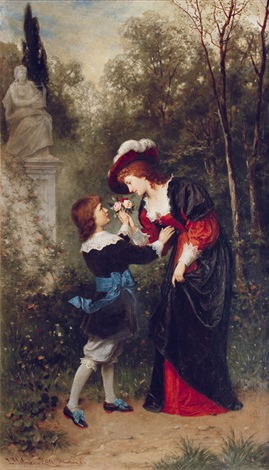
Благородный поклонник. 1884.
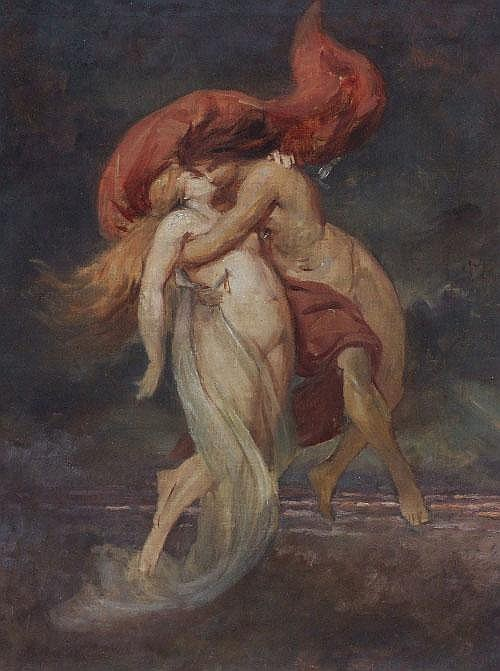
Франческа и Паоло
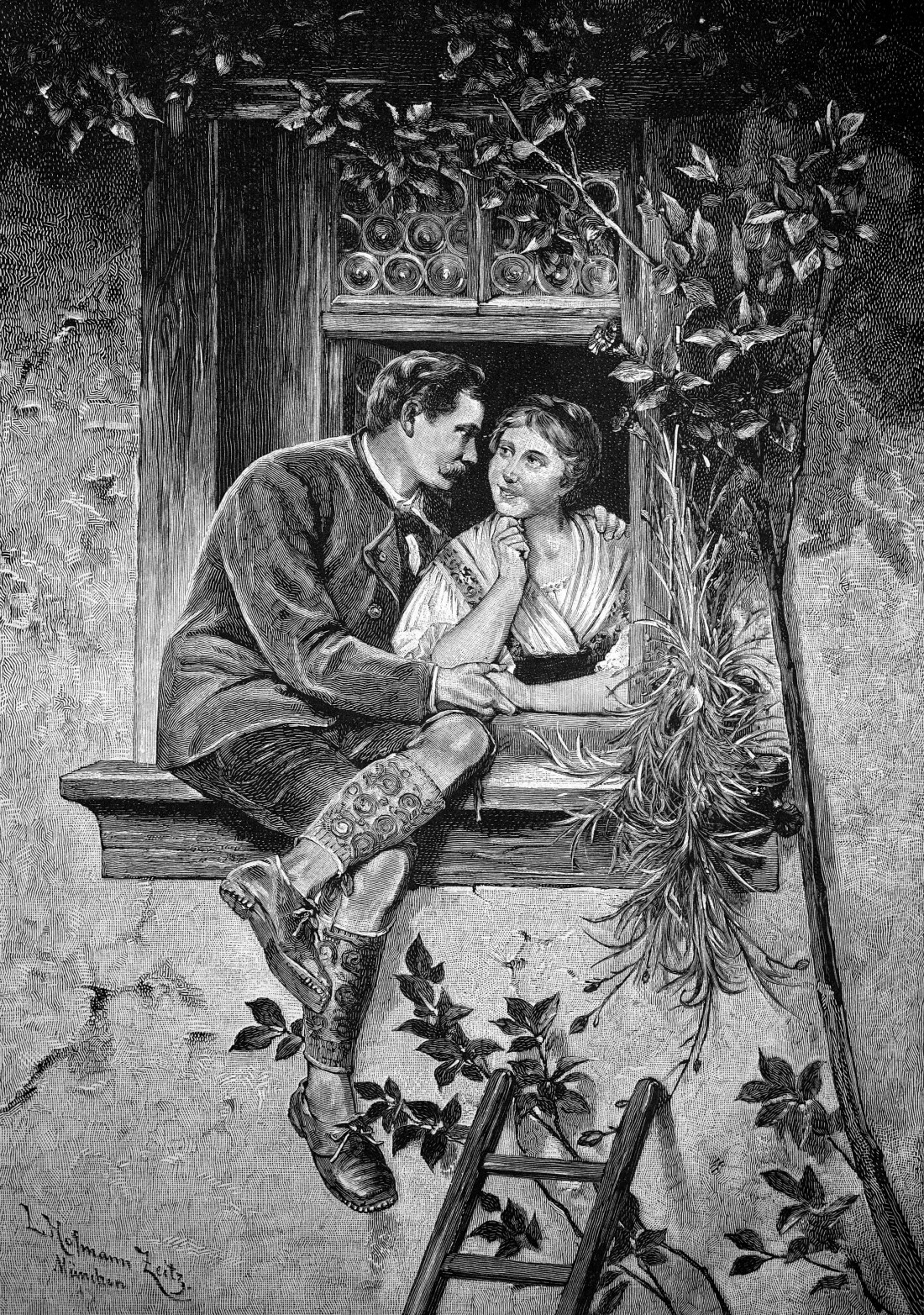
Любовная сценка
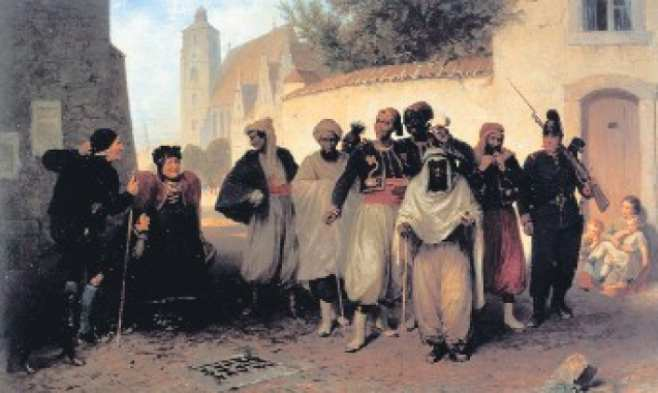
Пленные французские колониальные солдаты на прогулке по Ингольштадту в августе 1870 года.